# Rolling in the Deep
"Rolling in the Deep" é uma canção da artista musical inglesa Adele,  lançada como primeiro single de seu segundo álbum de estúdio, 21 (2011). É o single principal e a faixa de abertura do álbum. A canção foi escrita por Adele e Paul Epworth. A própria cantora a descreve como uma "melodia de disco gospel blues-y dark". Foi lançado pela primeira vez em 29 de novembro de 2010 como o primeiro single de 21 em formato de download digital. As letras descrevem as emoções de um amante desprezado.
"Rolling in the Deep" foi aclamada pela crítica musical e representou um avanço comercial para Adele, impulsionando-a para o sucesso internacional. A música alcançou o número um em 11 países. Foi a primeira música número um de Adele nos Estados Unidos, alcançando o primeiro lugar em muitas paradas da Billboard, incluindo a Billboard Hot 100, onde foi a número um por sete semanas. Em fevereiro de 2012, "Rolling in the Deep" vendeu mais de 8,7 milhões de cópias nos Estados Unidos, tornando-se a canção digital mais vendida por uma artista feminina nos EUA, a segunda música digital mais vendida no mercado norte-americano e o single mais vendido de Adele fora de seu país natal, superando seu anterior best-seller, "Chasing Pavements".
O single chegou ao número um na Bélgica, Alemanha, Itália, Países Baixos e Suíça, e se tornou um dos dez maiores hits na Áustria, Dinamarca, Irlanda, Nova Zelândia e Noruega. A canção estreou no número dois no Reino Unido, tornando-se o terceiro single de Adele a ficar entre os dez hits de maior sucesso. Além disso, a canção chegou ao número 1 na Billboard Hot 100, tornando-se o segundo single de Adele a entrar nas paradas nos Estados Unidos e também sua primeira canção a ficar entre os vinte hits de maior sucesso.
A canção vendeu mais de 8.000.000 cópias nos EUA até hoje e foi certificada 8x Platina pela RIAA, e ganhou versões cover da Bandas Linkin Park, OneRepublic, Vázquez Sounds e Panic! At the Disco, e dos cantores Aretha Franklin, John Legend,Greta Van Fleet, Mike Posner e Nicole Scherzinger. A canção foi gravada no último álbum da série de televisão Glee, aparecendo no episódio 20 da segunda temporada, “Prom Queen”, em uma versão a capella, interpretada por Lea Michele e Jonathan Groff. No Brasil, a canção esteve na trilha internacional da tele novela Morde & Assopra. Seu grande sucesso comercial junto com sua durabilidade nas paradas musicais fazem da canção um dos maiores sucessos da história da música, de acordo com a United World Chart. Em 2018, "Rolling in the Deep" atingiu 20,6 milhões de cópias vendidas mundialmente, se tornando um dos singles digitais mais vendidos de todos os tempos.
"Rolling In The Deep" recebeu vários prêmios e nomeações, inclusive na edição do 54º Grammy Awards, como "Gravação do Ano", "Canção do Ano" e "Melhor Vídeo em Curta-Metragem", tendo vencido nas três categorias.

## Antecedentes e composição
Em uma entrevista, Adele expressou suas reservas iniciais antes de conhecer Paul Epworth devido a seus estilos musicais divergentes, mas caracterizou sua colaboração como "um jogo feito no céu". Ela também creditou Epworth por sua maior confiança vocal, afirmando: "Ele trouxe muito de mim. Ele trouxe minha voz também - há notas que eu toquei naquela música ("Rolling in the Deep") que eu nunca soube que poderia acertar". De acordo com o revisor Bill Lamb, "Rolling in the Deep" apresenta "batidas marciais, batendo teclas de piano e o canto de backing vocals". De acordo com Nadine Cheung da AOL Radio, a canção é "cantada a partir da perspectiva de um amante desprezado, que finalmente é capaz de ver a luz, mas apesar dos sentimentos arrependidos, a reconciliação não é uma opção aqui". "Rolling in the Deep" está escrito na tecla de C menor (B menor para performances ao vivo), em tempo comum com um tempo de 105 batidas por minuto. O acompanhamento usa quintas abertas, em uma progressão de C 5 –G 5 –B ♭ 5 –G 5 –B ♭ 5. A voz de Adele se estende de B♭ 3 a D 5, a nota mais alta cantada usando a head voice.
A música teria sido inspirada pelo country apreciado pelo motorista do ônibus de sua turnê nos Estados Unidos por Nashville em 2009, e composta por Epworth e Adele em uma única tarde após a separação de Adele com seu namorado. Adele disse: "me disseram que minha vida seria entediante, solitária e idiota, e que eu seria uma pessoa fraca se não ficasse no relacionamento. Fiquei muito insultada e escrevi isso como uma espécie de "foda-se"."

## Vídeo musical
O vídeo oficial de "Rolling in the Deep", dirigido por Sam Brown, estreou no  Channel 4 e YouTube em 3 de dezembro de 2010. O vídeo começa em uma casa abandonada com Adele sentada em uma cadeira cantando em um dos cômodos. Durante o vídeo, as cenas mostram centenas de copos cheios de água que vibram ao ritmo das batidas de um tambor. Jennifer White, que também coreografou a sequência, interpreta uma pessoa misteriosa dançando em outro cômodo coberto por um pó branco. O baterista toca sua bateria sob as escadas, e porcelanas são arremessadas e quebradas em um ponto específico suspenso no fim de uma escada. Há um modelo branco de uma cidade que é incendiado por cinco lâmpadas que explodem no final da música.
Em 20 de julho de 2011, o vídeo da música foi indicado para sete MTV Video Music Awards, incluindo "Vídeo do Ano", "Melhor Vídeo Feminino", "Melhor Vídeo Pop" e "Melhor Direção", e ganhou três prêmios, os de "Melhor Edição", "Melhor Fotografia" e "Melhor Direção de Arte". O vídeo ganhou o Grammy de "Melhor Vídeo em Curta-Metragem" em 12 de fevereiro de 2012. Em abril de 2018, o videoclipe atingiu a marca de 1,3 bilhão de visualizações no YouTube.

## Desempenho comercial
No Reino Unido, "Rolling in the Deep" estreou no número 2 (o seu segundo número 2 de estréia, depois de "Chasing Pavements"), por trás de "Grenade" Bruno Mars. A canção passou as primeiras dez semanas de seu lançamento entre os dez primeiros, e os primeiros quatro semanas na posição de número dois.
Após o seu lançamento americano, "Rolling in the Deep" tornou-se o segundo single de Adele para traçar no país. A canção estreou na Billboard Hot 100, no número 68, em 25 de dezembro de 2010. Mais tarde, tornou-se seu primeiro único para o início de uma parada da Billboard, quando alcançou o número um no Top Hot Adult 40 Faixas gráfico em março de 2011, Como resultado, Adele se tornou a primeira cantora britânica a ter superado tanto no Billboard Hot 100 e Billboard 200 na mesma semana desde Leona Lewis fez o mesmo de volta em 2008. Em sua 24ª semana, "Rolling in the Deep" ficou em número um, tornando-se o mais recente single no topo desde Lady Gaga "Just Dance". Ele ficou no topo das paradas por sete semanas seguidas, a corrida mais longa segundo em 2011 atrás de Rihanna "We Found Love", que passou oito semanas no topo em 2011, e duas semanas em 2012. Nos Estados Unidos, foi certificada 8× platina, com mais de 8.000.000 de cópias digitais vendidas. É a canção de segunda maior vendagem digital nos Estados Unidos, e a canção com mais vendas digitais de todos os tempos por uma mulher.
A partir de 26 julho de 2011, "Rolling in the Deep" foi o melhor terceiro single digital de venda em toda a Europa, com 1.26 milhões de cópias vendidas. A partir de 05 de novembro de 2011, segundo a Billboard, tinha sido número 1 na parada Adult Contemporary durante 19 semanas consecutivas. "Rolling in the Deep" tornou sua gravadora XL Recordings, best-seller, ultrapassando MIA "Paper Planes", lançado em 2008, que até 2011 detinha o recorde.
Ainda em 2011, a canção foi incluída na trilha sonora internacional da novela "Morde Assopra" da TV Globo. Na trama a canção foi tema da personagem "Celeste", interpretada por Vanessa Giacomo.
No mês de Novembro de 2016, o videoclipe chegou a 1 bilhão de visualizações.

## Paradas musicais
| Parada (2010–11)                               | Melhor posição |
| ---------------------------------------------- | -------------- |
| Austrália (ARIA)                               | 1              |
| Bélgica (Ultratop 50 de Flandres)              | 1              |
| Bélgica (Ultratop 50 da Valônia)               | 1              |
| Brasil - Billboard Hot 100 Airplay             | 1              |
| Brasil - Billboard Hot Pop & Popular           | 2              |
| Canadá (Canadian Hot 100)                      | 1              |
| República Checa (Rádio Top 100)                | 38             |
| Dinamarca (Hitlisten)                          | 3              |
| Finlândia (Suomen virallinen lista)            | 6              |
| França (SNEP)                                  | 3              |
| O campo songid é OBRIGATÓRIO PARA PARADA ALEMÃ | 1              |
| Grécia - (Top Airplay)                         | 2              |
| Hungria (Rádiós Top 40)                        | 2              |
| Irlanda (IRMA)                                 | 2              |
| Itália (FIMI)                                  | 1              |
| Países Baixos (Dutch Top 40)                   | 1              |
| Nova Zelândia (Recorded Music NZ)              | 3              |
| Noruega (VG-lista)                             | 8              |
| Polónia (Polish Airplay Top 100)               | 5              |
| Escócia (Scottish Singles Chart)               | 2              |
| ERRO: DEVE FORNECER ano PARA TABELA eslovaca   | 10             |
| Coreia do Sul - GAON (International Chart)     | 1              |
| Espanha (PROMUSICAE)                           | 8              |
| Suécia (Sverigetopplistan)                     | 11             |
| Suíça (Schweizer Hitparade)                    | 1              |
| Reino Unido (UK Singles Chart)                 | 2              |
| Estados Unidos (Billboard Hot 100)             | 1              |
| Estados Unidos - Hot R&B/Hip-Hop Songs         | 61             |
| Estados Unidos - Pop Songs                     | 1              |
| Estados Unidos - Adult Contemporary            | 1              |
| Estados Unidos - Adult Pop Songs               | 1              |
| Estados Unidos - Rock Songs                    | 15             |
| Estados Unidos - Hot Dance Club Play           | 14             |
| Estados Unidos - Latin Pop Songs               | 3              |
| Estados Unidos - Latin Songs                   | 43             |

| Parada (2010)                       | Posição |
| ----------------------------------- | ------- |
| Países Baixos (Mega Single Top 100) | 36      |
| Parada (2011)                       | Posição |
| Canadá Canadian Hot 100             | 1       |
| Media Control Charts                | 9       |
| Brasil Hot 100                      | 1       |
| Países Baixos (Mega Single Top 100) | 1       |
| Adult Contemporary (Billboard)      | 3       |
| Adult Pop Songs (Billboard)         | 1       |
| Billboard Hot 100                   | 1       |
| Pop Songs (Billboard)               | 5       |
| Rock Songs (Billboard)              | 45      |

## Créditos
Produção
- Adele Adkins: composição, vocais principais e vocais de apoio.
- Paul Epworth: composição, produção, baixo, violão, guitarra, percussão e vocais de apoio.
- Tom Elmhirst: mixagem.
- Dan Parry: assistente de mixagem.
- Neil Cowley: piano.
- Leo Taylor: bateria.
- Mark Rankin: engenheiro de gravação.
- Tom Coyne: masterização de áudio.

Créditos adaptados do encarte de 21.

## Covers

### Cover de Linkin Park
"Rolling in the Deep" foi um cover realizado pela banda americana de rock Linkin Park e foi incluído em seu EP ao vivo, iTunes Festival. Estreou no topo da UK Rock Chart, e na 42° posição na UK Singles Chart, embora não tenha sido lançado como um single. A canção foi coberta duas vezes pela banda; a primeira foi em uma reunião com os membros do LPU (fã clube oficial da banda), e a segunda foi no The Roundhouse durante o iTunes Festival 2011. A canção foi bem recebida pelo Reino Unido. "Rolling in the Deep" foi enviada para as estações de rádio alternativas como um single promocional em 8 de julho de 2011. Apresentado como uma versão acústica da canção como parte de seu set, com Chester Bennington como vocalista e Mike Shinoda no piano. Esta gravação foi lançada na iTunes Store como um single.

#### Tabelas musicais
| Tabelas musicais (2012)                    | Melhor posição |
| ------------------------------------------ | -------------- |
| Reino Unido Rock (Official Charts Company) | 1              |
| Reino Unido (Singles Chart)                | 42             |

### Versão de Aretha Franklin
Em 2014, Aretha Franklin cobriu a canção em seu álbum Aretha Franklin Sings the Great Diva Classics. Esta versão chegou ao número um na parada de dança dos EUA, dando Aretha Franklin seu sexto número um na parada.

#### Desempenho nas tabelas musicais
| Tabela musical (2014)                | Melhor posição |
| ------------------------------------ | -------------- |
| (U.S. Billboard Hot Dance Club Play) | 1              |